# Corresant
Corresant, conosciuta anche come Cornsand o Koresand è stata un'isola delle Isole Frisone Occidentali, inondata da grandi tempeste alla fine del XVII secolo o all'inizio del XVIII secolo. Se ne trova traccia in alcuni documenti
L'Istituto di Archeologia dell'università di Groninga ha effettuato delle ricerche per trovare le localizzazioni delle isole scomparse di Corresant, Heffesant e Bosch, senza però giungere ad alcuna conclusione per Corresant.
Non va confusa con Koresand, banco di sabbia appartenente alla Danimarca.